# قائمة الهجمات في لبنان
ابتداءً من عام 2004 ضربت سلسلة من التفجيرات والاغتيالات لبنان معظمها في العاصمة بيروت وما حولها. بدأت هذه الموجة من التفجيرات بمحاولة اغتيال مروان حمادة ثم أصبحت أكثر كثافة باغتيال رفيق الحريري رئيس الوزراء اللبناني السابق في 14 فبراير 2005 والتي أثارت ثورة الأرز وانسحاب القوات السورية. بعد الاحتجاجات الضخمة التي تلت مقتل الحريري ضربت عدة تفجيرات أخرى لبنان.
جاءت هذه التفجيرات والاغتيالات بعد سبتمبر 2004 عندما تم الضغط على البرلمان اللبناني من قبل سوريا لتمديد ولاية الرئيس المؤيد لسوريا إميل لحود من خلال تعديل دستوري. تعرض البرلمانيون والصحفيون والناشطون الذين عارضوا هذا المصطلح إلى التشهير والمضايقة وفي العديد من الحالات محاولات الاغتيال. منذ عام 2013 لم يكن معظم التفجيرات مرتبطًا بثورة الأرز بل كان امتدادًا للحرب الأهلية السورية.
هذه القائمة مقصورة على التفجيرات والاغتيالات. لا يشمل أي شكل آخر من الهجمات.

## 2004
- محاولة اغتيال مروان حمادة (1 أكتوبر)  –  انفجرت سيارة مفخخة بجانب الموكب الذي كان يحمل النائب الدرزي مروان حمادة. أصيب حمادة لكنه نجا وقتل سائقه. كان حمادة معارضا لسوريا وعضوًا في المعارضة ضد الرئيس إميل لحود. [2]

## 2005

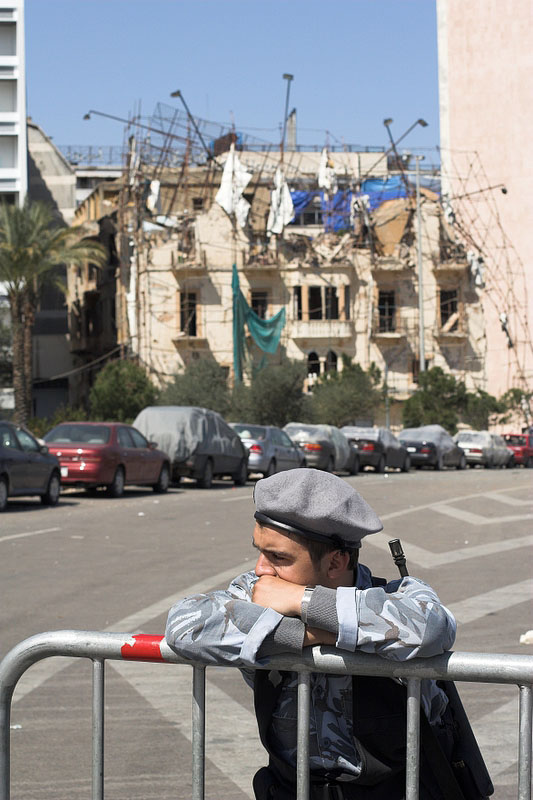
جندي من وزارة الداخلية يحرس موقع الهجوم الذي قتل فيه رئيس الوزراء السابق الحريري.

- اغتيال رفيق الحريري (14 شباط)  –  أدى انفجار ضخم إلى مقتل رئيس الوزراء اللبناني السابق رفيق الحريري في بيروت بالقرب من فندق سان جورج. وكان وزير الاقتصاد السابق باسل فليحان من بين 22 قتيلاً. وأصيب حوالي 220 آخرين. أعلنت جماعة تطلق على نفسها «النصرة والجهاد في سوريا الكبرى» مسؤوليتها عن الانفجار.[3] وفقا لتقرير الأمم المتحدة، [4] صدر في 20 أكتوبر كان الانفجار نتيجة انفجار شاحنة. وقد التقط شريط فيديو أمني شاحنة بيضاء تسير بالقرب من موكب الحريري والتي قرر المحققون أنها كانت تحمل ما يقدر بنحو 1000 كجم من المتفجرات. نظرًا لأن قافلة الحريري كانت تحتوي على أجهزة تشويش تهدف إلى منع إشارات التحكم عن بعد فقد تم تنفيذ الهجوم باستخدام انتحاري. واستشهد التقرير بشاهد قال إن المهاجم كان عراقيا نفذ الهجوم اعتقادا منه بأن هدفه هو رئيس الوزراء العراقي إياد علاوي الذي كان في بيروت قبل أيام. وخلص التقرير إلى أن كبار المسؤولين السوريين واللبنانيين خططوا لعملية الاغتيال التي بدأت في منتصف عام 2004.
- تفجير جديدة (19 آذار)  –  انفجرت سيارة مفخخة في ضاحية الجديدة في بيروت. وقع الانفجار في منطقة سكنية تجارية مختلطة وجرح 11 شخصًا. ذكرت التقارير أن السائق حاول الوقوف أمام قاعة البنغو وتم إبعاده، لذلك كان واقفًا بجوار الشقة.[5]
- انفجار كسليك (23 مارس)  –  انفجرت قنبلة في حقيبة جلدية عند المدخل الخلفي لمركز كسليك للتسوق في جونيه. قتل اثنين من الهنود والباكستانيين واثنان من السريلانكيين ولبنانيان بجروح. وانهار سقف المركز التجاري.[6]
- تفجير سد البوشرية (26 مارس): انفجرت سيارة مفخخة كانت متوقفة بين مصنعين في منطقة سد البوشرية في بيروت مما أسفر عن إصابة 6 أشخاص. تسبب الحريق في تدمير العديد من ورش العمل.[7]
- تفجير برمانا (1 أبريل): انفجرت قنبلة في ساحة رزق في قرية برمانا، 20 كيلومتر (12 ميل) شرق بيروت. أصيب 12 شخصا.[8]

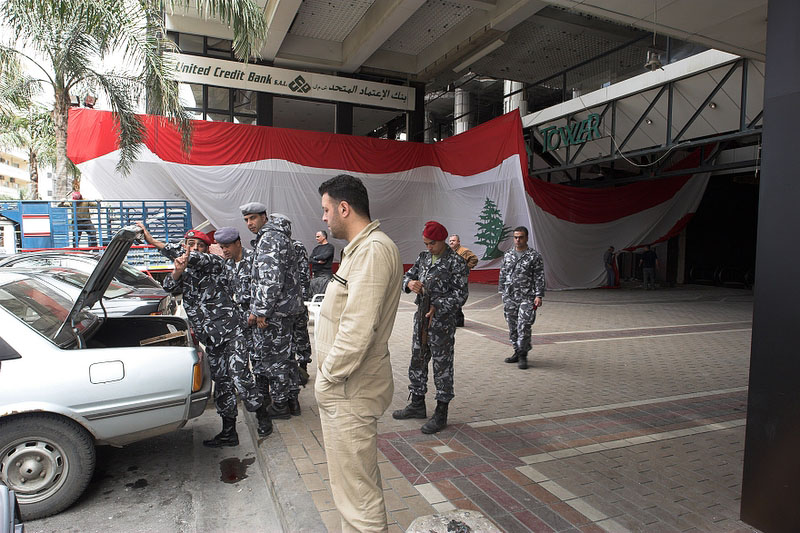
انفجارجونيه.

- تفجير جونيه (7 أيار)  –  انفجرت سيارة مفخخة بين إذاعة صوت آل المحبة المسيحية وكنيسة يوحنا مارس في جونيه. تم تدمير المحطة الإذاعية وأصيبت الكنيسة بأضرار كبيرة. وأصيب 22 شخصا.[9]
- اغتيال سمير قصير (2 يونيو)  –  اغتيل الصحفي المعادي لسوريا سمير قصير عندما انفجرت قنبلة في سيارته خارج منزله في حي الأشرفية في بيروت، وهي منطقة سكنية ذات غالبية مسيحية. كان قصير كاتب عمود في صحيفة النهار ، حيث كتب مقالاته تنتقد الحكومة الموالية لسوريا. [10]
- اغتيال جورج حاوي (21 يونيو)  –  توفي زعيم الحزب الشيوعي اللبناني السابق جورج حاوي وهو من منتقدي سوريا، عندما انفجرت سيارته بينما كان يقود سيارته في حي وطا مصيطبي في بيروت. [11]
- محاولة اغتيال إلياس المر (12 يوليو)  –  أسفر انفجار سيارة مفخخة عن إصابة وزير الدفاع اللبناني المنتهية ولايته إلياس المر أثناء مرور موكبه في ضاحية أنطلياس المسيحية في بيروت. قتل شخصان وجرح 12 آخرون. كان هذا الهجوم فريدًا من نوعه في سلسلة التفجيرات التي اعتبرت أن المر شخصية مؤيدة لسوريا.[12]
- تفجير أحادي (22 يوليو)  –  انفجرت قنبلة في سيارة كانت متوقفة أمام مطعم في شارع مونو في بيروت مما أسفر عن إصابة 12 شخصًا. كانت القنبلة تزن حوالى 50 رطل (23 كـغ).[13]
- انفجار الزلقا (22 آب)  –  في حي الزلقا الذي تسكنه أغلبية مسيحية ألحقت قنبلة وضعت بين مركز للتسوق وفندق أضرارًا بالمتاجر والنوافذ، مما أسفر عن إصابة 8 أشخاص. وتتكون من 20 إلى 30 كيلوغرام (44 إلى 66 رطل) من مادة تي ان تي وتم تعيينها على توقيت.[14]
- انفجار الجيتاوي (17 سبتمبر)  –  أسفر انفجار في منطقة الأشرفية ذات الأغلبية المسيحية عن مقتل شخص وجرح 23 آخرين. كان يعتقد أنه ناجم عن سيارة مفخخة. دمرت سيارتان وأصيبت المباني القريبة من الانفجار بأضرار بالغة.[15]
- محاولة اغتيال مى شدياق (25 سبتمبر)  –  أصيبت الصحفية والمنتقدة لسوريا مي شدياق بجروح خطيرة عندما انفجرت قنبلة أثناء دخولها سيارتها في جونيه. فقدت ساقها اليسرى وذراعها. كانت شدياق مذيعة معروفة في هيئة الإذاعة اللبنانية. [2]
- اغتيال جبران تويني (12 ديسمبر)  –  قتل جبران تويني وهو صحفي بارز مناهض لسوريا في انفجار سيارة مفخخة. كان قد عاد من فرنسا قبل يوم واحد فقط، حيث كان يقيم هناك خوفًا من الاغتيال. كما قُتل سائقه وأحد المارة عندما انفجرت سيارة مفخخة أثناء مرور موكبه في ضاحية مكلس الصناعية في بيروت. قتل 3 أشخاص وجرح 30 آخرون في الانفجار، وتم تدمير ما لا يقل عن 10 مركبات.[16] في 28 ديسمبر ذكرت صحيفة النهار أن جماعة «الكفاح من أجل الوحدة والحرية في الشام» قد أعلنت مسؤوليتها عن التفجير في بيان قال إن رئيس لجنة التحقيق الدولية المنتهية ولايته ديتليف ميليس كان محظوظًا للهروب من الموت وهدد أي رئيس جديد باغتياله إذا أكد هو أيضًا تورط سوريا.[17]

## 2006
- اغتيال محمود المجذوب (25 مايو)  –  قتلت قنبلة محمود المجذوب قائد الجهاد الإسلامي في صيدا جنوب لبنان.[18]
- اغتيال بيير أمين الجميل (21 نوفمبر)  –  قتل وزير الصناعة المناهض لسوريا بيير أمين الجميل، ابن زعيم حزب الكتائب اللبنانية أمين الجميل وابن أخ الرئيس بشير الجميل في بيروت [19]

## 2007
- انفجار بكفيا (13 فبراير)  –  أسفر انفجار قنبلة في حافلة قرب بكفيا عن مقتل 3 أشخاص وجرح 21 آخرين.[20]
- انفجار مركز ABC  –  تسببت المتفجرات التي زرعت بالقرب من مركز ABC في الأشرفية في مقتل مدني وجرح 18 آخرين.[21]
- انفجار فردان (21 مايو)  –  أسفر انفجار في حي فردان الغني في بيروت عن إصابة 10 أشخاص بينهم طفلان.[22]
- انفجار عاليه (23 مايو)  –  أسفر انفجار في بلدة عاليه عن إصابة 5 أشخاص.[23]
- اغتيال وليد عيدو (13 يونيو)  –  وليد عيدو، النائب المعارض لسورية، قتل في انفجار سيارة مفخخة في بيروت مع 8 آخرين، بما في ذلك ابنه الأكبر خالد عيدو. [24]
- اغتيال أنطوان غانم (19 سبتمبر)  –  قتل النائب اللبناني المناهض لسوريا أنطوان غانم وأربعة آخرون في هجوم بسيارة مفخخة في ضاحية مسيحية في بيروت.
- اغتيال فرانسوا إلياس الحاج (12 ديسمبر)  –  كان العميد فرانسوا الحاج، من قرية رميش من بين أربعة قتلوا في هجوم بسيارة مفخخة في بعبدا. [25]

## 2008
- انفجار دبلوماسي أمريكي (15 يناير)  –  أسفر انفجار قنبلة استهدفت سيارة دبلوماسية أمريكية عن مقتل 4 مدنيين لبنانيين وإصابة 16 آخرين. [20]
- اغتيال وسام عيد (25 يناير)  –  اغتيل النقيب وسام عيد، كبير محققي الإرهاب في قوات الأمن الداخلي اللبنانية. في وقت الهجوم، كان عيد أيضًا أكبر محقق لبناني في اغتيال رئيس الوزراء رفيق الحريري. [26]
- تفجير حافلة طرابلس (13 أغسطس)  –  أسفر انفجار قنبلة استهدف حافلة مدنية في طرابلس عن مقتل 16 شخصًا، بينهم 7 جنود لبنانيين.[27]
- اغتيال صالح العريضي (10 سبتمبر)  –  قُتل صالح العريضي، السياسي الدرزي الموالي لسوريا في الحزب الديمقراطي اللبناني، في انفجار سيارة مفخخة.[28]
- انفجار سيارة مفخخة في طرابلس (29 سبتمبر)  –  دمرت سيارة مفخخة حافلة في طرابلس، مما أسفر عن مقتل 5 جنود وإصابة 35 آخرين.[29]

## 2012
- اغتيال وسام الحسن (19 أكتوبر)  –  اغتيل رئيس فرع المخابرات لقوات الأمن الداخلي الجنرال قتل وسام الحسن في انفجار سيارة مفخخة في الأشرفية. أصيب 128 شخصًا وتوفي 8 آخرون. [30]

## 2013
- انفجار رويس (15 أغسطس)  –  أسفر هجوم على حي الرويس في جنوب بيروت عن مقتل 27 شخصًا وإصابة أكثر من 300 شخص. ويعتقد أن الهجوم نفذه بسيارة مفخخة. على غرار تفجير بئر العبد واستهدف هذا الهجوم معقلًا لحزب الله. [31]
- تفجيرات طرابلس المزدوجة (23 أغسطس)  –  أصابت القنابل مسجدين مما أسفر عن مقتل 42 شخصًا على الأقل وإصابة المئات. أصاب الانفجار الأول مسجد التقوى وقتل 14 شخصًا على الأقل. تم الإبلاغ عن المزيد من الوفيات جراء انفجار ثانٍ بعد بضع دقائق خارج مسجد السلام، والذي قالت وزارة الداخلية إنه استهدف بسيارة محملة بـ 100 كجم (220   رطل) من المتفجرات. [32]
- انفجار بير حسن (19 نوفمبر)  –  أدى انفجار كبير بالقرب من مركز ثقافي إيراني في الضاحية الجنوبية لبيروت إلى مقتل 22 شخصًا على الأقل وإصابة 146 آخرين في هجوم بقنبلة مزدوجة. يبدو أن الانفجار ناجم عن سيارة مفخخة ودراجة نارية محملة بالمتفجرات. [33]
- اغتيال حسن اللقيس (3 كانون الأول)  –  اغتيل قائد كبير في حزب الله يدعى حسن اللقيس على أيدي اثنين من المسلحين في بيروت.[34]
- اغتيال محمد شطح (27 ديسمبر)  –  قُتل الوزير السابق محمد شطح، عضو تيار المستقبل و 5 آخرون في انفجار سيارة مفخخة استهدفت سيارة شاتاه. أصيب حوالي 70 شخصًا في الهجوم. [35]

## 2014
- انفجار حارة حريك (2 كانون الثاني)  –  تم التفجير أمام المكتب السياسي لحزب الله، مما أسفر عن مقتل 4 أشخاص وإصابة 77 آخرين. تعرضت عدة مبان للتلف واشتعلت النيران في السيارات المتوقفة في شارع العارض حيث كانت السيارة المزودة بالمتفجرات متوقفة. [36]
- انفجار الهرمل الأول (16 يناير)  –  أسفر تفجير انتحاري بسيارة مفخخة عن مقتل 5 أشخاص وجرح 42 آخرين في حي صاخب في بلدة الهرمل شمال شرق البلاد. [37]
- انفجار الهرمل الثاني (1 فبراير)  –  استهدف انفجار إرهابي آخر الهرمل مما أسفر عن مقتل 4 أشخاص وإصابة 23 مدنياً في هجوم أعلنت جماعة مرتبطة بتنظيم القاعدة مسؤوليتها عنه. قاد المهاجم الانتحاري سيارة جيب جراند شيروكي إلى محطة بنزين في منطقة الزهراء بالمدينة حيث فجرت سيارة مفخخة.[38]
- انفجار سيارة فان (3 فبراير)  –  أسفر تفجير انتحاري عن إصابة شخصين جنوب بيروت.[39]
- تفجيرات المركز الثقافي الإيراني (19 فبراير)  –  أسفر تفجيران انتحاريان عن مقتل 8 أشخاص وجرح 128 آخرين بالقرب من المركز الثقافي الإيراني في بيروت.[40]
- انفجار الهرمل الثالث (22 فبراير)  –  أدى تفجير انتحاري بسيارة مفخخة استهدف موقعًا للجيش في الهرمل إلى مقتل 3 أشخاص بينهم جنديان وجرح 17 آخرين. أعلن فرع جبهة النصرة في لبنان، وهي قوة متمردة سورية متطرفة مسؤوليتها عن التفجير الانتحاري، قائلاً إنه كان جزءًا من «سلسلة من الهجمات الانتقامية».[41]
- انفجار عرسال (29 مارس)  –  أدى انفجار سيارة مفخخة إلى مقتل 3 جنود لبنانيين وإصابة 4 آخرين في بلدة عرسال الشمالية الشرقية.[42]
- تفجير ضهر البيدر (20 يونيو)  –  قتل مفجر انتحاري ضابط شرطة وأصاب 32 شخصًا عند نقطة تفتيش في شرق لبنان.[43]
- تفجير مقهى بيروت (24 يونيو)  –  فجر مهاجم انتحاري يقود سيارة مرسيدس قديمة 12 شخصا بالقرب من مقهى ونقطة تفتيش عسكرية في بيروت.[44]
- تفجير فندق دوروي (27 يونيو)  –  وأصاب انتحاري 11 شخصا في فندق في بيروت. حاولت قوات الأمن اعتقاله قبل الانفجار.[45]
- قنبلة طرابلس (6 أغسطس)  –  أسفر انفجار محلي الصنع عن مقتل مدني وجرح 10 آخرين بالقرب من نقطة تفتيش للجيش في طرابلس [46]
- تفجير عرسال الثاني (19 سبتمبر)  –  قتلت قنبلة جنديين لبنانيين وأصابت ثلاثة آخرين في عرسال.[47]
- انفجار حزب الله (20 سبتمبر)  –  استهدف تفجير نقطة تفتيش تابعة لحزب الله في شرق لبنان. عدد الضحايا متنازع عليه.[48]
- انفجار عرسال الثالث (14 نوفمبر)  –  أسفر انفجار عن إصابة 3 جنود في عرسال.[49]
- تفجير عرسال الرابع (3 ديسمبر)  –  قنبلة أخرى في عرسال أسفرت عن مقتل جندي وإصابة 2 آخرين.[50]

## 2015
- تفجير مقهى جبل محسن (10 يناير)  –  أدى تفجير انتحاري مزدوج في طرابلس إلى مقتل 9 أشخاص وجرح 50 آخرين على الأقل.[51]
- اغتيال غسان عجاج (26 يناير)  –  اغتيل ضابط مخابرات على يد مسلح في شمال لبنان.[52]
- اغتيال بدر عيد (2 مارس)  –  اغتيال شقيق الزعيم العلوي علي عيد في شمال لبنان.[53]
- انفجار حزب الله الثاني (5 أكتوبر)  –  استهدف تفجير حافلة تنقل مقاتلي حزب الله إلى سوريا. لا يمكن تحديد عدد الضحايا. [54]
- انفجار عرسال الخامس (5 نوفمبر)  –  أسفر تفجير عن مقتل 5 أشخاص على الأقل وإصابة 15 آخرين في بلدة عرسال الشرقية. [55]
- انفجار عرسال السادس (6 نوفمبر)  –  أسفر انفجار عن إصابة 5 جنود لبنانيين في عرسال.[56]
- تفجير برج البراجنة (12 نوفمبر)  –  وقتل مفجران انتحاريان 89 شخصا وأصابوا أكثر من 200 في ضاحية برج البراجنة بجنوب بيروت وهي معقل لحزب الله. [57]
- انفجار دير عمار (5 ديسمبر)  –  قتل مهاجم انتحاري ثلاثة أشخاص وأصاب 6 آخرين خلال غارة للجيش في شمال لبنان. [58]

## 2016
- انفجار عرسال السابع (24 مارس)  –  أسفر انفجار قنبلة على جانب الطريق عن مقتل جندي لبناني وإصابة 3 آخرين في عرسال. [59]
- اغتيال فتحي زيدان (12 أبريل)  –  أسفر انفجار عن مقتل فتحي زيدان، أحد كبار ضباط فتح بالقرب من المخيم الرئيسي في جنوب لبنان. [60]
- تفجير بنك بلوم (12 يونيو)  –  تسبب انفجار في أضرار مادية خارج فرع من أكبر البنوك في لبنان. [61]
- تفجيرات القاع (27 يونيو)  –  أسفرت عدة تفجيرات انتحارية عن مقتل 5 أشخاص على الأقل وإصابة أكثر من 12 في قرية القاع الشرقية. [62] يعتقد المسؤولون الأمنيون أن مقاتلي تنظيم الدولة الإسلامية كانوا وراء الهجوم على الرغم من عدم إعلان أحد مسؤوليته.
- انفجار عرسال الثامن (15 آب)  –  أسفر انفجار عن إصابة 5 جنود في قرية عرسال الشرقية. [63]
- تفجير زحلة (31 أغسطس)  –  أسفرت قنبلة عن مقتل شخص وإصابة عدة آخرين في مدينة زحلة الشرقية. [64]
- العين (28 ديسمبر)  –  أدى انفجار صغير إلى مقتل نائب رئيس بلدية مدينة العين في شمال شرق لبنان. [65]

## 2018
- محاولة اغتيال محمد حمدان (14 يناير)  –  أسفر انفجار سيارة مفخخة عن إصابة مسؤول بحماس في مدينة صيدا الجنوبية. [66]

## ما قبل تمديد فترة لحود
حدثت الاغتيالات والتفجيرات المذكورة أعلاه بعد أيلول / سبتمبر 2004، في أعقاب التمديد القسري للرئيس اللبناني المؤيد لسوريا إميل لحود. لا علاقة للأحداث المدرجة أدناه بتمديد ولاية إميل لحود الرئاسية وقد حدث معظمها قبل فترة طويلة.
- اغتيال رياض الصلح (17 يوليو 1951)  –  بعد عدة أشهر من مغادرته منصبه، تم اغتيال رياض الصلح أول رئيس وزراء في لبنان بعد الاستقلال في عمان بالأردن على يد عضو في الحزب القومي الاجتماعي السوري.
- اغتيال نعيم مغبب (27 يوليو 1959)  –  اغتيل النائب نعيم مغبب في معاصر بيت الدين في لبنان بعد أن تعرضت سيارته لهجوم من جانب أنصار المعارضة. يعتبر أحد أبطال استقلال لبنان.
- اغتيال معروف سعد (6 مارس 1975)  –  اغتيل السياسي والزعيم السنى معروف سعد بالرصاص يوم 26 فبراير خلال مظاهرة في صيدا. واعتبر موته بعد عدة أيام أن يكون حافزا جزئيا لبدء الحرب الأهلية.
- اغتيال كمال جنبلاط (16 مارس 1977)  –  مقتل الزعيم الدرزي كمال جنبلاط بالقرب من منزله في منطقة الشوف. على الرغم من عدم إثبات ذلك في المحكمة، إلا أن عملية الاغتيال هتم اتهام سوريا بأنها المسؤولة إلى حد كبير عنها .
- مذبحة اهدن (13 يونيو 1978)  –  اغتيل طوني فرنجية نجل الرئيس السابق سليمان فرنجية، في منزله على أيدي رجال ميليشيا من حزب الكتائب اللبناني.
- اغتيال بشير الجميل (14 سبتمبر 1982)  –  قتل الرئيس المنتخب بشير الجميل على يد حبيب الشرتوني، عضو الحزب السوري القومي الاجتماعي. أصبح شقيقه أمين الجميل رئيسا للبنان بدلا من ذلك.
- 1983 انفجار سفارة الولايات المتحدة (18 أبريل 1983)  –  انفجار السفارة الأمريكية في بيروت. فقد 63 شخصًا من بينهم 17 أمريكيًا، حياتهم في الهجوم.
- 1983 تفجيرات بيروت (23 أكتوبر 1983)  –  أسفر تفجير ثكنات بيروت عن مقتل أكثر من 200 من أفراد القوات المسلحة الأمريكية والفرنسية.
- انفجار سيارة مفخخة في بيروت (8 آذار 1985)  –  قتل أكثر من 60 وأصيب 200 في انفجار في بيروت.[67]
- اغتيال رشيد كرامي (1 يونيو 1987)  –  قتل رئيس الوزراء رشيد كرامي في انفجار طائرة هليكوبتر.
- اغتيال حسن خالد (16 مايو 1989)  –  مقتل المفتي الشيخ حسن خالد، رئيس الطائفة السنية في لبنان، في انفجار سيارة مفخخة في بيروت.اتمهت سوريا بأنها وراء عملية الاغتيال.
- اغتيال رينيه معوض (22 نوفمبر 1989)  –  اغتيل الرئيس رينيه معوض، ثاني رئيس لبناني تقتله سوريا، في انفجار سيارة مفخخة بعد ثلاثة أسابيع من توليه الرئاسة.
- اغتيال داني شمعون (21 أكتوبر 1990)  –  مقتل زعيم الحزب الليبرالي الوطني داني شمعون في إحدى ضواحي بيروت.
- اغتيال عباس الموسوي (16 فبراير 1992)  –  قتل زعيم حزب الله عباس الموسوي على يد إسرائيل في جبشيت وهي بلدة في جنوب لبنان.
- اغتيال إيلي حبيقة (24 يناير 2002)  –  اغتيل إيلي حبيقة، ضابط مخابرات القوات اللبنانية السابق والوزير في الحكومة اللبنانية السابق والعضو في البرلمان وأحد المخططين لمذبحة صبرا وشاتيلا، في انفجار سيارة مفخخة في ضاحية الحازمية في بيروت.